# Административно-территориальное деление Новгородской области

## Административно-территориальное устройство

Районы Новгородской области

Согласно Уставу области и Закону «Об административно-территориальном устройстве Новгородской области», субъект РФ включает
- 3 города областного значения (Боровичи, Великий Новгород, Старая Русса), причём Боровичи и Старая Русса входят в состав административных районов;
- 21 район, который включает:
  - 7 городов районного значения (Валдай, Малая Вишера, Окуловка, Пестово, Сольцы, Холм, Чудово)
  - 11 посёлков городского типа (рабочих посёлков): Демянск Демянского района, Крестцы Крестецкого района, Кулотино Окуловского района, Любытино Любытинского района, Неболчи Любытинского района, Панковка Новгородского района, Парфино Парфинского района, Пролетарий Новгородского района, Угловка Окуловского района, Хвойная Хвойнинского района, Шимск Шимского района
  - 113 поселений[4]
  - сельские населённые пункты

Административным центром области является город Великий Новгород.

### Районы и города областного значения
| № на карте | Название                   | Код ОКАТО | Площадь (км²) | Население (чел.) 2021 г. | Админ. центр        | Население центра (чел.) |
| ---------- | -------------------------- | --------- | ------------- | ------------------------ | ------------------- | ----------------------- |
| 1e-06      | Районы                     |           |               |                          |                     |                         |
| 1          | Батецкий район             | 49 203    | 1591,79       | ↘4823                    | пос. Батецкий       | ↘2258                   |
| 2          | Боровичский район          | 49 206    | 3137,90       | ↘61 555                  | г. Боровичи         | ↘46 325                 |
| 3          | Валдайский район           | 49 208    | 2701,63       | ↘22 318                  | г. Валдай           | ↗14 074                 |
| 4          | Волотовский район          | 49 210    | 995,10        | ↘4284                    | пос. Волот          | ↘2236                   |
| 5          | Демянский район            | 49 212    | 3198,94       | ↘9932                    | пгт Демянск         | ↗4501                   |
| 6          | Крестецкий район           | 49 214    | 2790,63       | ↗11 793                  | пгт Крестцы         | ↗8221                   |
| 7          | Любытинский район          | 49 216    | 4486,24       | ↘7533                    | пгт Любытино        | ↗2471                   |
| 8          | Маловишерский район        | 49 220    | 3280,98       | ↘13 479                  | г. Малая Вишера     | ↘9996                   |
| 9          | Марёвский район            | 49 223    | 1818,70       | ↘3402                    | село Марёво         | ↘2297                   |
| 10         | Мошенской район            | 49 224    | 2568,28       | ↗5979                    | село Мошенское      | ↘2065                   |
| 11         | Новгородский район         | 49 225    | 4596,36       | ↗64 037                  | г. Великий Новгород | ↗222 669                |
| 12         | Окуловский район           | 49 228    | 2520,81       | ↘19 387                  | г. Окуловка         | ↗9949                   |
| 13         | Парфинский район           | 49 230    | 1591,12       | ↘11 935                  | пгт Парфино         | ↗6481                   |
| 14         | Пестовский район           | 49 232    | 2110,44       | ↘18 785                  | г. Пестово          | ↘14 032                 |
| 15         | Поддорский район           | 49 234    | 2954,02       | ↘3387                    | село Поддорье       | ↘1860                   |
| 16         | Солецкий район             | 49 238    | 1422,91       | ↘11 310                  | г. Сольцы           | ↘8449                   |
| 17         | Старорусский район         | 49 239    | 3111,36       | ↘38 595                  | г. Старая Русса     | ↘27 487                 |
| 18         | Хвойнинский район          | 49 245    | 3186,06       | ↘13 594                  | пгт Хвойная         | ↗6090                   |
| 19         | Холмский район             | 49 247    | 2178,69       | ↘4845                    | г. Холм             | ↘3214                   |
| 20         | Чудовский район            | 49 250    | 2331,80       | ↘18 887                  | г. Чудово           | ↗14 302                 |
| 21         | Шимский район              | 49 255    | 1836,76       | ↘9241                    | пгт Шимск           | ↘3349                   |
| 21.000002  | Города областного значения |           |               |                          |                     |                         |
| 21.000003  | Великий Новгород           | 49 401    | 90,08         | ↗222 669                 | г. Великий Новгород | ↗222 669                |
| 21.000004  | Боровичи                   | 49 408    |               | ↘46 325                  | г. Боровичи         | ↘46 325                 |
| 21.000005  | Старая Русса               | 49 413    |               | ↘27 487                  | г. Старая Русса     | ↘27 487                 |

## Муниципальное устройство
В рамках муниципального устройства области, в границах административно-территориальных единиц Новгородской области всего образовано 142 муниципальных образования (по состоянию на 1 января 2016 года): 
- 1 городской округ (Великий Новгород);
- 21 муниципальный район, включающий 
  - 19 городских поселений,
  - 101 сельское поселение.

В марте 2020 года в муниципальные округа преобразованы Волотовский, Марёвский, Солецкий и Хвойнинский муниципальные районы, все входившие в их состав городские и поселения упразднены.
В январе 2023 года в муниципальный округ преобразован Демянский муниципальный район.
С февраля 2023 года муниципальное устройство Новгородской области выглядит так:
- 1 городской округ (Великий Новгород);
- 5 муниципальных округов;
- 16 муниципальных районов, включающих
  - 16 городских поселений,
  - 74 сельских поселения.

### Муниципальные районы, городской и муниципальные округа
| №         | Название             | Флаг | Герб | Площадь, км² | Население, чел. (2021 г.) | Админ. центр        | Население центра, чел. |
| --------- | -------------------- | ---- | ---- | ------------ | ------------------------- | ------------------- | ---------------------- |
| 1e-06     | Муниципальные районы |      |      |              |                           |                     |                        |
| 1         | Батецкий             |      |      | 1 591,79     | ↘4823                     | пос. Батецкий       | ↘2258                  |
| 2         | Боровичский          |      |      | 3 137,90     | ↘61 555                   | г. Боровичи         | ↘46 325                |
| 3         | Валдайский           |      |      | 2 701,63     | ↘22 318                   | г. Валдай           | ↗14 074                |
| 4         | Любытинский          |      |      | 4 486,24     | ↘7533                     | пгт Любытино        | ↗2471                  |
| 5         | Маловишерский        |      |      | 3 280,98     | ↘13 479                   | г. Малая Вишера     | ↘9996                  |
| 6         | Новгородский         |      |      | 4 596,36     | ↗64 037                   | г. Великий Новгород | ↗222 669               |
| 7         | Окуловский           |      |      | 2 520,81     | ↘19 387                   | г. Окуловка         | ↗9949                  |
| 8         | Парфинский           |      |      | 1 591,12     | ↘11 935                   | пгт Парфино         | ↗6481                  |
| 9         | Поддорский           |      |      | 2 954,02     | ↘3387                     | село Поддорье       | ↘1860                  |
| 10        | Старорусский         |      |      | 3 111,36     | ↘38 595                   | г. Старая Русса     | ↘27 487                |
| 11        | Холмский             |      |      | 2 178,69     | ↘4845                     | г. Холм             | ↘3214                  |
| 12        | Чудовский            |      |      | 2 331,80     | ↘18 887                   | г. Чудово           | ↗14 302                |
| 13        | Шимский              |      |      | 1 836,76     | ↘9241                     | пгт Шимск           | ↘3349                  |
| 13.000002 | Муниципальные округа |      |      |              |                           |                     |                        |
| 14        | Волотовский          |      |      | 995,10       | ↘4284                     | пос. Волот          | ↘2236                  |
| 15        | Демянский            |      |      | 3 198,94     | ↘9932                     | пгт Демянск         | ↗4501                  |
| 16        | Крестецкий           |      |      | 2 790,63     | ↗11 793                   | пгт Крестцы         | ↗8221                  |
| 17        | Марёвский            |      |      | 1 818,70     | ↘3402                     | село Марёво         | ↘2297                  |
| 18        | Мошенской            |      |      | 2 568,28     | ↗5979                     | село Мошенское      | ↘2065                  |
| 19        | Пестовский           |      |      | 2 110,44     | ↘18 785                   | г. Пестово          | ↘14 032                |
| 20        | Солецкий             |      |      | 1 422,91     | ↘11 310                   | г. Сольцы           | ↘8449                  |
| 21        | Хвойнинский          |      |      | 3 186,06     | ↘13 594                   | пгт Хвойная         | ↗6090                  |
| 21.000003 | Городской округ      |      |      |              |                           |                     |                        |
| 22        | Великий Новгород     |      |      | 90,08        | ↗222 669                  | г. Великий Новгород | ↗222 669               |

## Поселения

### Батецкий  район
Административный центр — посёлок Батецкий
| Муниципальное образование       | Административный центр |
| ------------------------------- | ---------------------- |
| Батецкое сельское поселение     | посёлок Батецкий       |
| Мойкинское сельское поселение   | деревня Мойка          |
| Передольское сельское поселение | деревня Новое Овсино   |

Законом Новгородской области от 31 марта 2009 года № 498-ОЗ, вступившим в силу 17 апреля 2009 года, Батецкое и Городенское сельские поселения объединены в Батецкое сельское поселение с административным центром в посёлке Батецкий.
Законом Новгородской области от 30 марта 2010 года № 714-ОЗ, вступившим в силу 12 апреля 2010 года, Вольногорское и Мойкинское сельские поселения объединены в Мойкинское сельское поселение с административным центром в деревне Мойка.

### Боровичский  район
Административный центр — город Боровичи
| Муниципальное образование                | Административный центр      |
| ---------------------------------------- | --------------------------- |
| городское поселение город Боровичи       | город Боровичи              |
| Волокское сельское поселение             | деревня Волок               |
| Ёгольское сельское поселение             | деревня Ёгла                |
| Железковское сельское поселение          | деревня Железково           |
| Кончанско-Суворовское сельское поселение | село Кончанское-Суворовское |
| Опеченское сельское поселение            | село Опеченский Посад       |
| Перёдское сельское поселение             | деревня Перёдки             |
| Прогресское сельское поселение           | посёлок Прогресс            |
| Сушанское сельское поселение             | деревня Коегоща             |
| Сушиловское сельское поселение           | деревня Сушилово            |
| Травковское сельское поселение           | посёлок Травково            |

Законом Новгородской области от 30 марта 2010 года № 715-ОЗ, вступившим в силу 12 апреля 2010 года, объединены:
- Волокское и Кировское сельские поселения — в Волокское сельское поселение с административным центром в деревне Волок;
- Железковское, Плавковское и Реченское сельские поселения — в Железковское сельское поселение с административным центром в деревне Железково;
- Кончанско-Суворовское и Удинское сельские поселения — в Кончанско-Суворовское сельское поселение с административным центром в селе Кончанско-Суворовское;
- Опеченское и Перелучское сельские поселения — в Опеченское сельское поселение с административным центром в селе Опеченский Посад;
- Перёдское и Починно-Сопкинское сельские поселения — в Перёдское сельское поселение с административным центром в деревне Перёдки.

### Валдайский  район
Административный центр — город Валдай
| Муниципальное образование         | Административный центр |
| --------------------------------- | ---------------------- |
| Валдайское городское поселение    | город Валдай           |
| Едровское сельское поселение      | село Едрово            |
| Ивантеевское сельское поселение   | деревня Ивантеево      |
| Короцкое сельское поселение       | посёлок Короцко        |
| Костковское сельское поселение    | деревня Костково       |
| Любницкое сельское поселение      | деревня Любница        |
| Рощинское сельское поселение      | посёлок Рощино         |
| Семёновщинское сельское поселение | деревня Семёновщина    |
| Яжелбицкое сельское поселение     | село Яжелбицы          |

Законом Новгородской области от 30 марта 2010 года № 716-ОЗ, вступившим в силу 12 апреля 2010 года, Рощинское и Шуйское сельские поселения объединены в Рощинское сельское поселение с административным центром в посёлке Рощино.

### Волотовский  район
Административный центр — посёлок Волот
| Муниципальное образование       | Административный центр |
| ------------------------------- | ---------------------- |
| сельское поселение Волот        | посёлок Волот          |
| Ратицкое поселение              | деревня Волот          |
| Славитинское сельское поселение | деревня Славитино      |

Законом Новгородской области от 30 марта 2010 года № 717-ОЗ, вступившим в силу 12 апреля 2010 года, объединены:
- сельское поселение Волот и Взглядское сельское поселение — в сельское поселение Волот с административным центром в посёлке Волот;
- Волотовское, Ратицкое и Городецкое сельские поселения — в Горское сельское поселение с административным центром в деревне Волот.

Законом Новгородской области от 27 марта 2020 года № 531-ОЗ преобразован в муниципальный округ, все сельские поселения упразднены.

### Демянский  район
Административный центр — пгт. Демянск
| Муниципальное образование        | Административный центр |
| -------------------------------- | ---------------------- |
| Демянское городское поселение    | пгт. Демянск           |
| Жирковское сельское поселение    | деревня Жирково        |
| Ильиногорское сельское поселение | деревня Шишково        |
| Кневицкое сельское поселение     | посёлок Кневицы        |
| Лычковское сельское поселение    | село Лычково           |
| Песоцкое сельское поселение      | деревня Пески          |
| Полновское сельское поселение    | село Полново           |
| Ямникское сельское поселение     | деревня Ямник          |

Законом Новгородской области от 30 марта 2010 года № 718-ОЗ, вступившим в силу 12 апреля 2010 года, объединены:
- Жирковское, Великозаходское и Тарасовское сельские поселения — в Жирковское сельское поселение с административным центром в деревне Жирково;
- Ильиногорское, Вотолинское и Шишковское сельские поселения — в Ильиногорское сельское поселение с административным центром в деревне Ильина Гора;
- Песоцкое, Большелукское, Никольское и Филиппогорское сельские поселения — в Песоцкое сельское поселение с административным центром в деревне Пески;
- Полновское, Дубровское и Новоскребельское сельские поселения — в Полновское сельское поселение с административным центром в селе Полново;
- Ямникское и Черноручейское сельские поселения — в Ямникское сельское поселение с административным центром в деревне Ямник.

С ноября 2017 года административный центр Ильиногорского сельского поселения был перемещён из деревни Ильина Гора в деревню Шишково. В июле 2018 года центром одноимённого Ильиногорского поселения как административно-территориальной единицы Демянского района также определена деревня Шишково.

### Крестецкий  район
Административный центр — пгт. Крестцы
| Муниципальное образование        | Административный центр |
| -------------------------------- | ---------------------- |
| Крестецкое городское поселение   | пгт. Крестцы           |
| Зайцевское сельское поселение    | деревня Зайцево        |
| Новорахинское сельское поселение | деревня Новое Рахино   |
| Ручьёвское сельское поселение    | деревня Ручьи          |
| Устьволмское сельское поселение  | деревня Усть-Волма     |

Законом Новгородской области от 30 марта 2010 года № 719-ОЗ, вступившим в силу 12 апреля 2010 года, объединены:
- Локотское, Новорахинское и Сомёнское сельские поселения — в Новорахинское сельское поселение с административным центром в деревне Новое Рахино;
- Винское и Устьволмское сельские поселения — в Устьволмское сельское поселение с административным центром в деревне Усть-Волма.

### Любытинский  район
Административный центр — пгт. Любытино
| Муниципальное образование      | Административный центр |
| ------------------------------ | ---------------------- |
| Любытинское сельское поселение | пгт. Любытино          |
| Неболчское сельское поселение  | пгт. Неболчи           |

### Маловишерский  район
Административный центр — город Малая Вишера
| Муниципальное образование           | Административный центр |
| ----------------------------------- | ---------------------- |
| Маловишерское городское поселение   | город Малая Вишера     |
| Большевишерское городское поселение | посёлок Большая Вишера |
| Бургинское сельское поселение       | деревня Бурга          |
| Веребьинское сельское поселение     | деревня Веребье        |

### Марёвский  район
Административный центр — село Марёво
| Муниципальное образование      | Административный центр |
| ------------------------------ | ---------------------- |
| Велильское сельское поселение  | село Велилы            |
| Марёвское сельское поселение   | село Марёво            |
| Моисеевское сельское поселение | деревня Моисеево       |
| Молвотицкое сельское поселение | село Молвотицы         |

Законом Новгородской области от 3 марта 2010 года № 699-ОЗ, вступившим в силу 12 апреля 2010 года, объединены:
- Марёвское и Липьевское сельские поселения — в Марёвское сельское поселение с административным центром в селе Марёво;
- Молвотицкое и Горное сельские поселения — в Молвотицкое сельское поселение с административным центром в селе Молвотицы.

Законом Новгородской области от 27 марта 2020 года № 530-ОЗ преобразован в муниципальный округ, все сельские поселения упразднены.

### Мошенской  район
Административный центр — село Мошенское
| Муниципальное образование      | Административный центр |
| ------------------------------ | ---------------------- |
| Долговское сельское поселение  | деревня Долгое         |
| Калининское сельское поселение | деревня Новый Посёлок  |
| Кировское сельское поселение   | деревня Слоптово       |
| Мошенское сельское поселение   | село Мошенское         |
| Ореховское сельское поселение  | деревня Ореховно       |

Законом Новгородской области от 30 марта 2010 года № 720-ОЗ, вступившим в силу 12 апреля 2010 года, объединены:
- Долговское, Бродское и Красногорское сельские поселения — в Долговское сельское поселение с административным центром в деревне Долгое;
- Калининское и Кабожское сельские поселения — в Калининское сельское поселение с административным центром в деревне Новый Посёлок;
- Кировское, Осташевское, Барышовское, Меглецкое и Устрекское сельские поселения — в Кировское сельское поселение с административным центром в деревне Слоптово;
- Ореховское, Городищенское, Дубишкинское и Чувашевогорское сельские поселения — в Ореховское сельское поселение с административным центром в деревне Ореховно.

### Новгородский  район
Административный центр расположен в городе Великий Новгород.
| Муниципальное образование            | Административный центр |
| ------------------------------------ | ---------------------- |
| Панковское городское поселение       | пгт. Панковка          |
| Пролетарское городское поселение     | пгт. Пролетарий        |
| Борковское сельское поселение        | деревня Борки          |
| Бронницкое сельское поселение        | село Бронница          |
| Ермолинское сельское поселение       | деревня Ермолино       |
| Лесновское сельское поселение        | деревня Лесная         |
| Ракомское сельское поселение         | деревня Старое Ракомо  |
| Савинское сельское поселение         | деревня Савино         |
| Тёсово-Нетыльское сельское поселение | п. Тёсово-Нетыльский   |
| Трубичинское сельское поселение      | деревня Трубичино      |

Законом Новгородской области от 30 марта 2010 года № 721-ОЗ, вступившим в силу 12 апреля 2010 года, были преобразованы, путём их объединения, муниципальные образования:
- Гостецкое сельское поселение и Пролетарское городское поселение — в Пролетарское городское поселение с административным центром в рабочем посёлке Пролетарий;
- Тёсово-Нетыльское городское поселение и Селогорское сельское поселение — в Тёсово-Нетыльское городское поселение с административным центром в посёлке Тёсово-Нетыльский;
- Божонское сельское поселение и Новоселицкое сельское поселение — в Новоселицкое сельское поселение с административным центром в деревне Новоселицы;
- Борковское сельское поселение и Серговское сельское поселение — в Борковское сельское поселение с административным центром в деревне Борки;
- Ермолинское сельское поселение и Новомельницкое сельское поселение — в Ермолинское сельское поселение с административным центром в деревне Ермолино.

Законом Новгородской области от 1 апреля 2014 года № 533-ОЗ, были преобразованы, путём их объединения, муниципальные образования:
- Ермолинское сельское поселение, Григоровское сельское поселение и Сырковское сельское поселение — в Ермолинское сельское поселение с административным центром в деревне Ермолино;
- Новоселицкое сельское поселение, Савинское сельское поселение и Волотовское сельское поселение — в Савинское сельское поселение с административным центром в деревне Савино;
- Подберезское сельское поселение, Трубичинское сельское поселение и Чечулинское сельское поселение — в Трубичинское сельское поселение с административным центром в деревне Трубичино;
- Тёсово-Нетыльское городское поселение и Тёсовское городское поселение — в Тёсово-Нетыльское сельское поселение с административным центром в посёлке Тёсово-Нетыльский.

### Окуловский  район
Административный центр — город Окуловка
| Муниципальное образование         | Административный центр |
| --------------------------------- | ---------------------- |
| Окуловское городское поселение    | город Окуловка         |
| Кулотинское городское поселение   | пгт. Кулотино          |
| Угловское городское поселение     | пгт. Угловка           |
| Берёзовикское сельское поселение  | село Берёзовик         |
| Боровёнковское сельское поселение | посёлок Боровёнка      |
| Котовское сельское поселение      | посёлок Котово         |
| Турбинное сельское поселение      | деревня Мельница       |

Законом Новгородской области от 30 марта 2010 года № 722-ОЗ, вступившим в силу 12 апреля 2010 года, Угловское городское поселение и Озерковское сельское поселение объединены в Угловское городское поселение с административным центром в рабочем посёлке Угловка.

### Парфинский  район
Административный центр — пгт. Парфино
| Муниципальное образование       | Административный центр |
| ------------------------------- | ---------------------- |
| Парфинское городское поселение  | пгт. Парфино           |
| Полавское сельское поселение    | посёлок Пола           |
| Федорковское сельское поселение | деревня Федорково      |

Законом Новгородской области от 30 марта 2010 года № 723-ОЗ, вступившим в силу 12 апреля 2010 года, объединены:
- Лажинское, Сергеевское, Федорковское и Юрьевское сельские поселения — в Федорковское сельское поселение с административным центром в деревне Федорково;
- Кузьминское, Новодеревенское и Полавское сельские поселения — в Полавское сельское поселение с административным центром в посёлке Пола.

### Пестовский  район
Административный центр — город Пестово
| Муниципальное образование       | Административный центр  |
| ------------------------------- | ----------------------- |
| Пестовское городское поселение  | город Пестово           |
| Пестовское сельское поселение   | деревня Русское Пестово |
| Богословское сельское поселение | деревня Богослово       |
| Быковское сельское поселение    | деревня Быково          |
| Вятское сельское поселение      | деревня Вятка           |
| Лаптевское сельское поселение   | деревня Лаптево         |
| Охонское сельское поселение     | деревня Охона           |
| Устюцкое сельское поселение     | деревня Устюцкое        |

### Поддорский  район
Административный центр — село Поддорье
| Муниципальное образование         | Административный центр |
| --------------------------------- | ---------------------- |
| Поддорское сельское поселение     | село Поддорье          |
| Белебёлковское сельское поселение | село Белебёлка         |
| Селеевское сельское поселение     | деревня Селеево        |

### Солецкий  район
Административный центр — город Сольцы
| Муниципальное образование     | Административный центр |
| ----------------------------- | ---------------------- |
| Солецкое городское поселение  | город Сольцы           |
| Выбитское сельское поселение  | деревня Выбити         |
| Горское сельское поселение    | деревня Горки          |
| Дубровское сельское поселение | деревня Дуброво        |

Законом Новгородской области от 30 марта 2010 года № 724-ОЗ, вступившим в силу 12 апреля 2010 года, объединены:
- Выбитское и Невское сельские поселения — в Выбитское сельское поселение с административным центром в деревне Выбити;
- Горское и Куклинское сельские поселения — в Горское сельское поселение с административным центром в деревне Горки;
- Вшельское, Дубровское и Сосновское сельские поселения — в Дубровское сельское поселение с административным центром в деревне Дуброво.

Законом Новгородской области от 27 марта 2020 года № 532-ОЗ преобразован в муниципальный округ, все сельские и городское поселения упразднены.

### Старорусский  район
Административный центр — город Старая Русса
| Муниципальное образование              | Административный центр |
| -------------------------------------- | ---------------------- |
| Великосельское сельское поселение      | деревня Великое Село   |
| Взвадское сельское поселение           | деревня Взвад          |
| Залучское сельское поселение           | село Залучье           |
| Ивановское сельское поселение          | деревня Ивановское     |
| Медниковское сельское поселение        | деревня Медниково      |
| Наговское сельское поселение           | деревня Нагово         |
| Новосельское сельское поселение        | поселок Новосельский   |
| городское поселение город Старая Русса | город Старая Русса     |

Законом Новгородской области от 30 марта 2010 года № 725-ОЗ, вступившим в силу 12 апреля 2010 года, объединены:
- Астриловское, Большеборское, Великосельское, Сусоловское и Тулебельское сельские поселения — в Великосельское сельское поселение с административным центром в деревне Великое Село;
- Залучское, Коровитчинское и Пинаевогорское сельские поселения — в Залучское сельское поселение с административным центром в селе Залучье;
- Святогоршское и Утушкинское сельское поселение — в Ивановское сельское поселение с административным центром в деревне Ивановское;
- Давыдовское и Медниковское сельские поселения — в Медниковское сельское поселение с административным центром в деревне Медниково;
- Большевороновское, Борисовское, Бурегское, Луньшинское и Наговское сельские поселения — в Наговское сельское поселение с административным центром в деревне Нагово;
- Новосельское и Пробужденское сельские поселения — в Новосельское сельское поселение с административным центром в посёлке Новосельский.

### Хвойнинский  район
Административный центр — пгт. Хвойная
| Муниципальное образование        | Административный центр |
| -------------------------------- | ---------------------- |
| Хвойнинское городское поселение  | пгт. Хвойная           |
| Анциферовское сельское поселение | село Анциферово        |
| Боровское сельское поселение     | деревня Боровское      |
| Дворищенское сельское поселение  | деревня Дворищи        |
| Звягинское сельское поселение    | деревня Звягино        |
| Кабожское сельское поселение     | ж/д ст. Кабожа         |
| Миголощское сельское поселение   | деревня Миголощи       |
| Минецкое сельское поселение      | село Минцы             |
| Остахновское сельское поселение  | деревня Остахново      |
| Песское сельское поселение       | село Песь              |
| Юбилейнинское сельское поселение | посёлок Юбилейный      |

Законом Новгородской области от 30 марта 2010 года № 726-ОЗ, вступившим в силу 12 апреля 2010 года, Анциферовское и Бродское сельские поселения объединены в Анциферовское сельское поселение с административным центром в селе Анциферово.
Законом Новгородской области от 27 марта 2020 года № 529-ОЗ преобразован в муниципальный округ, все сельские и городское поселения упразднены.

### Холмский  район
Административный центр — город Холм
| Муниципальное образование        | Административный центр |
| -------------------------------- | ---------------------- |
| Холмское городское поселение     | город Холм             |
| Красноборское сельское поселение | деревня Красный Бор    |
| Морховское сельское поселение    | деревня Морхово        |
| Тогодское сельское поселение     | деревня Тогодь         |

Законом Новгородской области от 30 марта 2010 года № 727-ОЗ, вступившим в силу 12 апреля 2010 года, объединены:
- Красноборское и Наволокское сельские поселения — в Красноборское сельское поселение с административным центром в деревне Красный Бор;
- Находское и Тогодское сельские поселения — в Тогодское сельское поселение с административным центром в деревне Тогодь.

### Чудовский  район
Административный центр — город Чудово
| Муниципальное образование        | Административный центр  |
| -------------------------------- | ----------------------- |
| Грузинское сельское поселение    | посёлок Краснофарфорный |
| Трегубовское сельское поселение  | деревня Трегубово       |
| Успенское сельское поселение     | село Успенское          |
| городское поселение город Чудово | город Чудово            |

### Шимский  район
Административный центр — пгт Шимск
| Муниципальное образование      | Административный центр |
| ------------------------------ | ---------------------- |
| Шимское городское поселение    | пгт. Шимск             |
| Медведское сельское поселение  | село Медведь           |
| Подгощское сельское поселение  | село Подгощи           |
| Уторгошское сельское поселение | ж/д ст. Уторгош        |

Законом Новгородской области от 30 марта 2010 года № 728-ОЗ, вступившим в силу 12 апреля 2010 года, объединены:
- Шимское городское поселение, Борское и Коростынское сельские поселения — в Шимское городское поселение с административным центром в рабочем посёлке Шимск;
- Городищенское и Уторгошское сельские поселения — в Уторгошское сельское поселение с административным центром железнодорожная станция Уторгош;
- Краснодворское и Подгощское сельские поселения — в Подгощское сельское поселение с административным центром в селе Подгощи.

## История
В 1944 году Новгородская область делилась на 28 районов: Батецкий, Белебёлковский, Боровичский, Валдайский, Волотовский, Демянский, Дрегельский, Залучский, Крестецкий, Лычковский, Любытинский, Маловишерский, Молвотицкий, Мошенской, Мстинский, Новгородский, Окуловский, Опеченский, Пестовский, Поддорский, Полавский, Солецкий, Старорусский, Уторгошский, Хвойнинский, Холмский, Чудовский и Шимский. В том же году Холмский район был передан в Великолукскую область.
В 1958 году из Псковской области возвращён Холмский район.
В 1960 году упразднен Опеченский район, а на следующий год — Белебёлковский и Залучский районы.
В 1963 году были упразднены Батецкий, Волотовский, Дрегельский, Крестецкий, Лычковский, Любытинский, Маловишерский, Молвотицкий, Мошенской, Мстинский, Поддорский, Полавский, Уторгошский, Хвойнинский, Чудовский, Шимский. Однако затем началось их постепенное восстановление. Уже на следующий год был восстановлен Любытинский район, ещё через год Волотовский, Крестецкий, Маловишерский, Мошенской, Поддорский, Хвойнинский и Чудовский. В 1966 образованы Батецкий, Маревский и Поддорский районы, в 1968 — Парфинский и в 1973 — Шимский.